# 203
203 је била проста година.

## Догађаји
- Цар Септимије Север обнавља Византион и проширује јужну границу Африке, а метропола Картагина је поново утврђена.
- Гај Фулвије Плауцијан и Публије Септимије Гета постају римски конзули.
- Лук посвећен Септимију Северу подигнут је близу Римског форума.
- Портик Октавије је реконструисан.
- Индијски принц Виџаја постаје краљ Андра царства. Током његове владавине, царство је разбијено на мање независне кнежевине.
- Битка код Сјакоуа: Војсковођа Сун Ћуан бори се против свог ривала Хуанг Цуа дуж реке Јангце близу Вухана.
- Ориген из Александрије замењује Климента на челу Александријске богословске школе.

## Смрти
- Перпетуа и Фелицита - хришћански мученици